# Не умирай прежде смерти
Не умирай прежде смерти — русская сказка (политический роман) о тайных пружинах путча в августе 1991 года.
Книга впервые вышла в издательстве «Московский рабочий» в 1993 году. Выдержала два переиздания: «Зебра Е» (2006) и АСТ (2008).

## Герои
- Пальчиков Степан — следователь, русский молодой Мегрэ
- Алевтина — жена Пальчикова
- Залызин Прохор — футболист бобровского поколения

## Содержание
Книга состоит из 35 глав.

## Награды
Книге присуждена премия Джованни Боккаччо за лучший роман в Италии.